# Astra 31,5°E
Astra 31,5°E é o nome para o grupo de satélites de comunicações Astra colocalizado na posição de 31.5 graus de longitude leste no Cinturão de Clarke, pertence e é operado pela SES com base em Betzdorf, Luxemburgo. Esta é a mais novo localização orbital da SES que serve a Europa (as outras são a 19,2°E, 28,2°E, 23,5°E, e 5°E).

## Satélites localizados nesta posição

### Atual
- Astra 5B
- Astra 2B
- Astra 1E

### Anterior
- Optus A3
- Astra 1D (inativo, localizado atualmente em 67,5°W)[1]
- Astra 1G (inativo, atualmente movendo para leste)[1]
- Astra 5A (falhou em órbita)
- Astra 2C (inativo, localizado atualmente em 28.2°E)[1]